# Atenodor (metge)
Atenodor (en llatí Athenodorus, en grec antic Ἀθηνόδωρος) va ser un metge grec del segle i o potser començaments del segle ii. Probablement era contemporani de Plutarc que diu que va escriure un tractat sobre malalties epidèmiques (Ἐπιδήμια) en un dels seus llibres.